# باشگاه فوتبال بورنموث
باشگاه فوتبال بورنموث (به انگلیسی: Bournemouth Football Club) یک باشگاه فوتبال در شهر بورنموث، کشور انگلستان است که در سال ۱۸۷۵ میلادی تأسیس شده‌است.